# Greater Western Sydney Giants

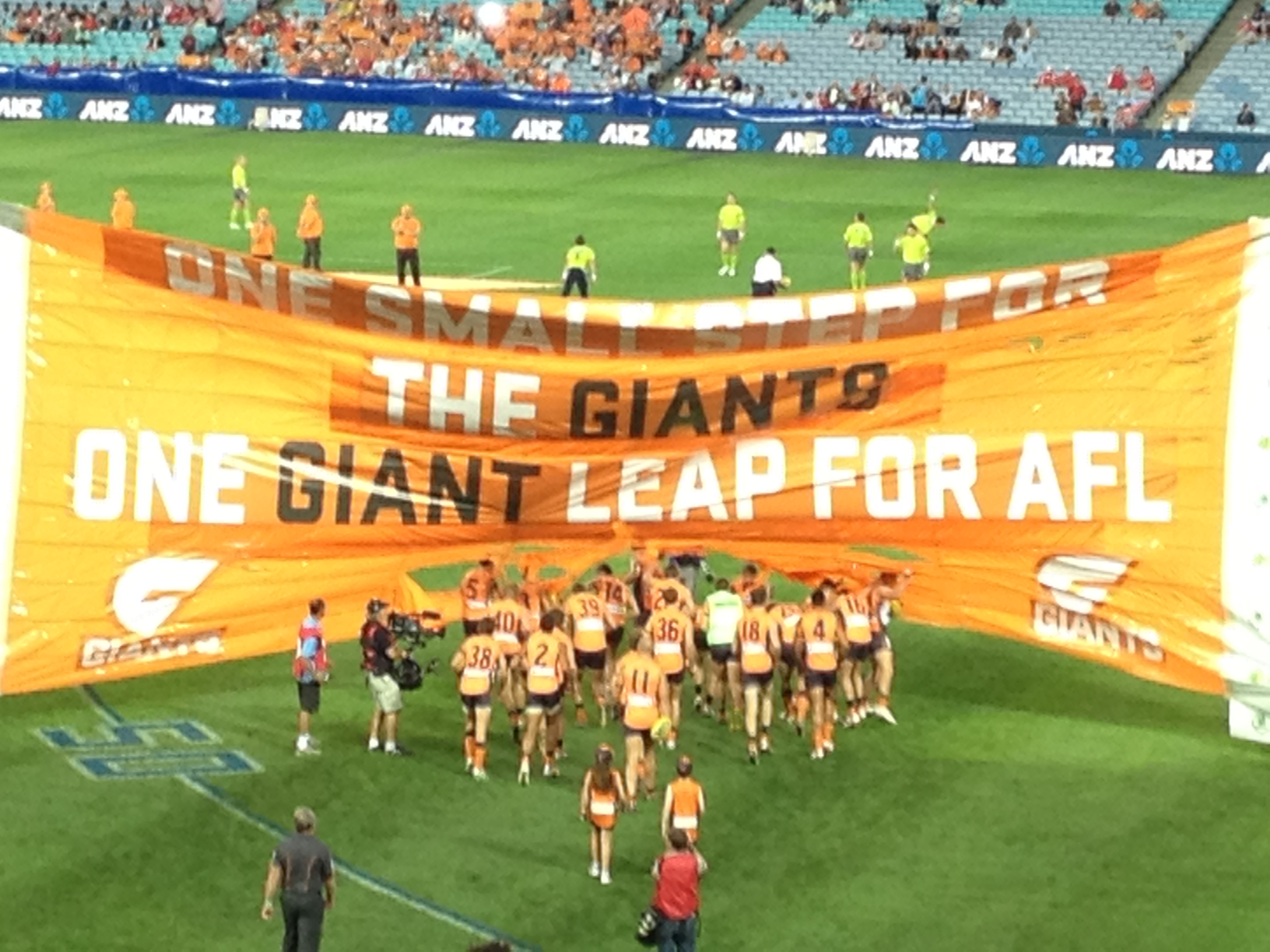
Die GWS Giants bei ihrem ersten Spiel 2012.

Der Greater Western Sydney Football Club, kurz GWS Giants oder nur Giants, ist ein Australian Football Team, welches seit 2012 in der Australian Football League spielt und die Region Greater Western Sydney (GWS) und die australische Hauptstadt Canberra repräsentiert. Spielstätten der Giants sind das Sydney Showground Stadium (Skoda Stadium) im Sydney Olympic Park, das ANZ Stadium in Sydney bei Spielen gegen die Lokalrivalen Sydney Swans und das Manuka Oval in Canberra für vier Spiele pro Saison für die nächsten zehn Jahre. Die Vereinsfarben sind Orange, Holzkohle (Charcoal) und Weiß.

## Geschichte
Nach einer langen Planungsphase mit unterschiedlichen Konzepten zur Etablierung eines neuen AFL-Vereins in Greater Western Sydney wurde 2008 die Gründung eines neuen Clubs von der AFL beschlossen. Die weltweite Wirtschaftskrise ab 2008 verzögerte den Prozess weiter, da finanzielle Mittel immer knapper wurden. 2009 wurde der Club schließlich gegründet, ab 2010 wurden erste Testspiele absolviert und 2012 folgte letztendlich der Schritt in die Australian Football League. Die erste Saison war geprägt von hohen Niederlagen der Giants, inklusive fünf Niederlagen mit mehr als 100 Punkten Differenz. Mit einer Bilanz von zwei Siegen und 20 Niederlagen belegte GWS am Saisonende den letzten Tabellenrang und erhielt den Wooden Spoon als schlechtestes Team der AFL. Die Saison 2013 begann für die Giants mit 18 Niederlagen in Folge, eher die Melbourne Demons am 19. Spieltag besiegt werden konnten. Dennoch rangierte GWS weiterhin auf dem letzten Tabellenrang und musste erneut den "Gewinn" des Wooden spoon hinnehmen. 
In den darauffolgenden Jahren gelangen deutliche Verbesserungen, die Saison 2015 beendete das Team erstmals mit einer ausgeglichenen Bilanz (11 Siege, 11 Niederlagen) auf dem elften Tabellenplatz. 2016 erreichten die Giants einen starken vierten Platz in der Regular Season und zogen erstmals in die Finals ein, wo sie erst im Preliminary Final (der vorletzten Runde) den Western Bulldogs unterlagen. 2019 gelang nach einem sechsten Platz in der Regular Season überraschend der erste Einzug ins Grand Final, wo man den favorisierten Richmond Tigers jedoch deutlich mit 25:114 unterlag.

## Erfolge
- Vizemeister (1): 2019
- Wooden Spoons (2): 2012, 2013